# Kaptajn Carlsen i København
Kaptajn Carlsen i København er en dansk ugerevy fra 1952. Filmen rapporterer fra kaptajn Kurt Carlsens besøg i København, hvor han hyldes efter sit forsøg på at redde skibet Flying Enterprise
Filmen er indlagt i Det Danske Filminstituts filmdatabase, men uden lydspor.

## Handling
Kaptajn Carlsen ankommer til Københavns Lufthavn i et de Havilland Dragon Rapide-fly og modtages med blomster og hurra-råb. Han hyldes mens han kører gennem Københavns gader i åben bil (i regnvejr) med politieskorte til Københavns Rådhus, hvor han modtages af borgerrepræsentationens formand Sigvald Hellberg. 
Efter hyldest på rådhusets balkon kører Kaptajn Carlsen til hjemmet i Bagsværd, hvor han også hyldes i haven. 